# Festivalul Inimilor
Festivalul Inimilor  este un eveniment internațional de folclor organizat anual în Timișoara, România. Festivalul a fost înființat în 1990 și reunește ansambluri folclorice din diverse țări, promovând patrimoniul cultural imaterial. Evenimentul include spectacole de dans, muzică și parade, oferind o platformă pentru schimbul cultural și prezentarea tradițiilor populare. Participarea internațională și diversitatea culturală sunt elemente centrale ale festivalului, contribuind la consolidarea relațiilor interculturale și la promovarea tradițiilor folclorice și înscris în calendarul CIOFF - Conseil international des organisations de festivals de folklore et d'arts traditionnels.
Programul festivalului presupune participarea a minim 12 țări pe o perioada de 5 zile la Timișoara. 
Denumirea i-a fost atribuită în semn de omagiu pentru cei care s-au jertfit în decembrie 89, festivalul devenind una din cele mai importante manifestări folclorice internaționale.
Sărbătoarea folclorului mondial înseamnă prezența la Timișoara a celor mai cunoscute ansambluri folclorice din toată lumea, un motiv în plus de bucurie pentru iubitorii de folclor, dar și un puternic legământ față de patrimoniul cultural imaterial nu doar al României ci chiar cel mondial deoarece an după an la Timișoara își dau întâlnire formații folclorice din cel puțin 12 țări într-un melanj cultural de înaltă ținută.
Scena principală: Parcul Rozelor
Scena secundară:  Muzeul Satului Bănățean
Festivalului Inimilor este primul eveniment românesc înscris în calendarul CIOFF (Comitetului Internațional de Organizare a Festivalurilor Folclorice), aflat sub patronaj UNESCO.

## Nominalizări și Premii
2024 - Festivalul Inimilor din Timișoara a fost nominalizat pentru premiul european “Best Small Festival” (Cel mai bun festival de dimensiuni mici), o recunoaștere deosebită a contribuției sale în promovarea culturii tradiționale și a dansurilor folclorice la nivel european.

## Istoric

### Ediția I (1990)
Președintele CIOFF HENRI COURSAGET prezent la Timișoara inițiază prima ediție împreună cu comitetul fondator al festivalului.

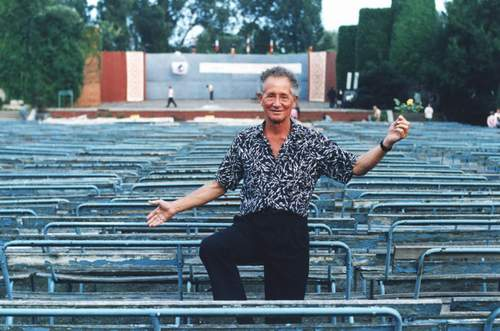
Henri Coursaget în Teatrul de Vară din Parcul Rozleor din Timișoara Momente de pregătire a evenimentului Festivalul Inimilor în 1990

### Ediția XII (2001)
State Participante: Franta - Argentina - Iugoslavia - Macedonia - Moldova - Ungaria - Romania - Turcia

### Ediția XX (2009)
La această ediție a festivalului, alături de ansambluri folclorice din Georgia, Germania, Olanda, Macedonia, Mexic, Serbia, Tahiti, Turcia, Ungaria și România.

Prezentator: Daniela Băcilă - realizator al emisiunilor de folclor de la Radio Timișoara

##### Programul:
MIERCURI 1 iulie 2009, ora 19:00 – PARCUL ROZELOR
Spectacol susținut de ansamblul „Timișul” cu participarea:
– soliștilor vocali:  Nicoleta Voica, Andreea Voica, Carmen Popovici Dumbravă, Luminița Jucu, Stana Izbașa, Vasile Conea, Dumitru Stoicănescu.
– soliștilor instrumentiști :  Sorin Dumbravă, Liță Baniciu, Ioniță Ienea, Flore Baniciu, Cristi Marian, Cristi Bălteanu, Aurel Popa, Deian Galetin, Remus Novac, Andrei Munteanu, Adi Baniciu și Adrian Trică.
Coregrafia: Toma Frențescu, Nicolae și Dușa Stănescu, Doru Vlad și Doina Susan.
Conducerea muzicală : Deian Galetin
Conducerea artistică : Toma Frențescu

JOI, 2 iulie 2009
– ora 18:00 – Depunerea de coroane la Monumentul Crucificării din fața Catedralei de către participanții la Festival
–  orele 18:10 – 19:00 – Parada formațiilor participante la Festival, defilare pe traseul  Catedrală – Operă – Catedrală – Parcul Rozelor.
–   ora 19:00  – Parcul Rozelor – Festivitatea de deschidere a Festivalului.
Cuvânt de salut din partea oficialităților, Salutul Primarului Timișoarei:
Dr.Ing. GheorgheCiuhandu.
Spectacol susținut de:
Călușarii din Jebel
Ansamblul  “Gramostearnj”  –  Macedonia
Ansamblul „Banater Rosmarein” – Timișoara
Ansamblul „Armenișana” – Armeniș
Ansamblul „Bokreta” – Timișoara
Ansamblul „Gugulanul” – Borlova
Ansamblul „Ilioupoli” – Grecia
Ansamblul „Mladost” – Timișoara
Ansamblul „Hasad” – Turcia
Ansamblul „Bihorul” – Oradea
Ansamblul „Alianza” – Mexic
Ansamblul „Banatul” – Timișoara
Ansamblul „University” – Georgia
Ansamblul „Ceata Junilor” – Sibiu
Ansamblul „Aloha Tahiti Show” – Tahiti
Ansamblul „Mureșul” – Tg. Mureș
Ansamblul „Timișul” – Timișoara

VINERI, 3 iulie 2009, ora 19:00
Ansamblul „Bocșana” – Bocșa
Ansamblul „Lugojana” – Lugoj
Ansamblul „Hasad”  – Turcia
Ansamblul „Semenicul” – Reșița
Ansamblul „Doina Timișului” -Timișoara
Ansamblul „University”- Georgia
Ansamblul „Bihorul”  – Oradea
Ansamblul „Alianza” – Mexic
Ansamblul „Ceata Junilor” – Sibiu

SÂMBĂTĂ, 4 iulie 2009 ora 19:00
Ansamblul “Hora Belințului”  –  Belinț
Ansamblul “Gramostearnj”  –  Macedonia
Ansamblul Centrului cultural din Szeged   împreună cu grupul-
“Esterlanc” și formațiile de dansuri maghiare din Tormac, Deta și Lugoj.
Ansamblul “Flori de Maramureș”   – Baia Mare
Ansamblul “Original Burg-Windeck Musikanten” – Germania
Ansamblul  “Cununița” – Bănia
Ansamblul  „Ilioupoli” – Grecia
Ansamblul  “Vila” – Serbia
Ansamblul  „Aloha Tahiti Show” – Tahiti

DUMINICĂ, 5  iulie 2009
– ora 11:00 – 14:00 Muzeul Satului Bănățean – spectacol susținut de formațiile participante la Festival
– ora 19:00 – Parcul Rozelor – Spectacolul de închidere susținut de formațiile participante și de ansamblul “Timișul“. 

### Ediția XXI (2010)
Peste 20 de ansambluri artistice din țară și străinătate  participa la manifestări, care au loc  în Parcul Rozelor.
Spectacole vor mai avea loc și la Teatrul de Vară din oraș, dar și la Muzeul Satului.

### Ediția XXII (2011)
6 – 10 iulie 2011

### Ediția XXIII (2012)
Între zilele de 4 și 8 iulie, aducând la Timișoara ansambluri artistice din Indonezia, Irlanda, Mexic, Tunisia, Turcia, Serbia, Ucraina, Bulgaria și Ungaria.

### Ediția XXIV (2013)
”Surprizele le vor constitui ansamblurile din Indonezia, din Mexic și cele din Georgia. Restul sunt ansamblurile din Europa, mai cunoscute, mai prezente”, a declarat, pentru Digi24 Timișoara, Pavel Dehelean

### Ediția XXV (2014) =
Ca în fiecare an, spectacolele de deschidere din Parcul Rozelor au loc după parada portului prin centrul orașului.

### Ediția XXVI (2015)

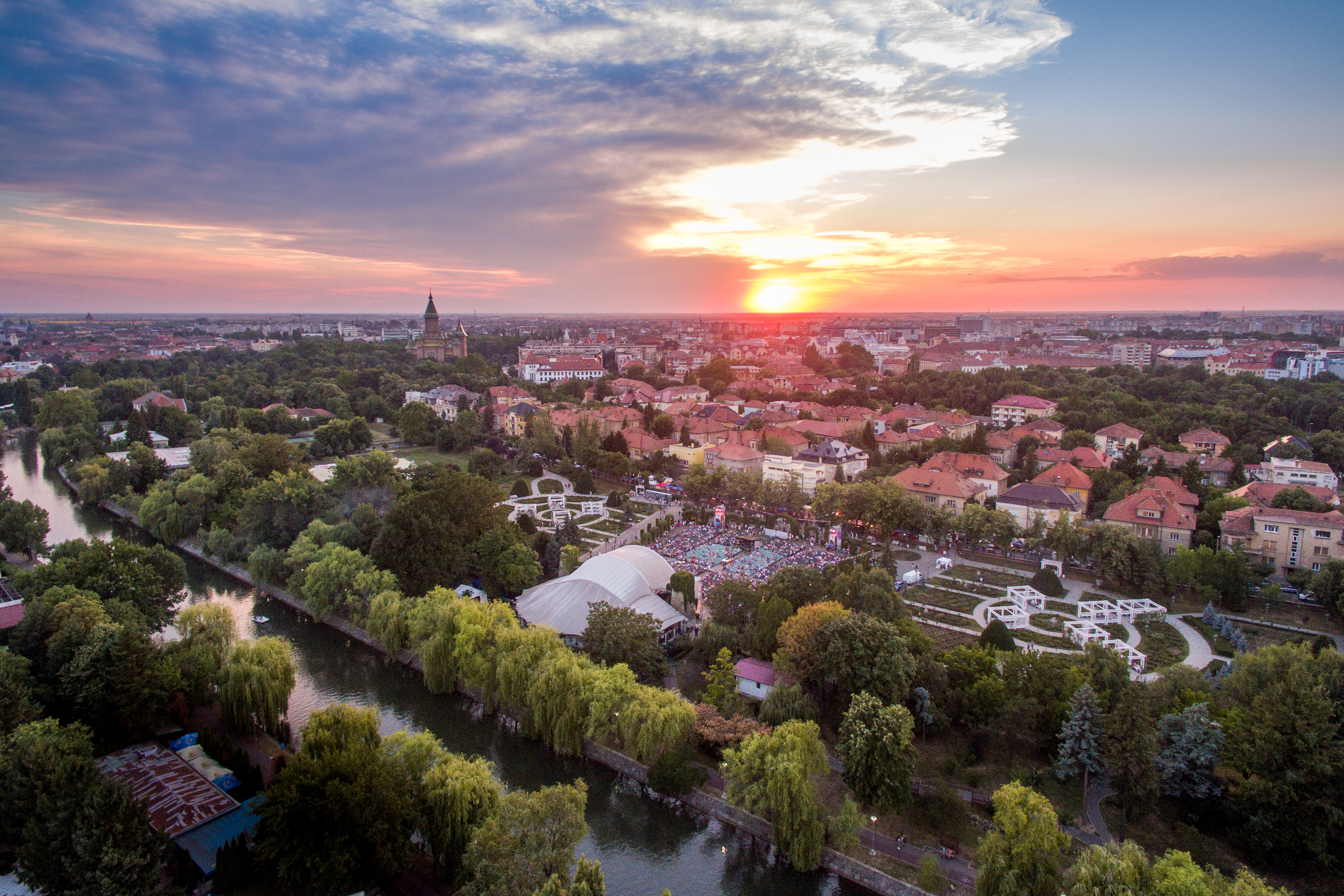
Festivalul Inimilor Timișoara

Locatia, deja cunoscuta amatorilor de muzica populara, va gazdui in perioada 8- 12 iulie cea de-a XXVI-a editie a Festivalului International de Folclor - Festivalul Inimilor. Asadar, scena Teatrului de Vara din Parcul Rozelor va fi pe rand gazda ansamblurilor folclorice Timisul, Banatul, Doina Timisului, Doina Gorjului - Tg. Jiu, Porolissum - Zalau, Ceata Junilor - Sibiu, Bihorul - Oradea, Barzava - Resita, Zarandul - Arad, Lugojana - Lugoj. Vor mai fi prezente si ansambluri din Armenis, Bania, Tudor Vladimirescu, Olari, dar si artisti renumiti din Bulgaria, Columbia, Georgia, Macedonia, Mexic, Republica Moldova, Rusia, Serbia, Slovacia, SUA, Turcia si Ungaria.
Ediția din acest an se desfășoară în perioada 8-12 iulie și aduce la Timișoara 1.200 de artiști din 14 țări, informează Ziarul Lumina, Ediția de Banat.

### Ediția XXVII (2016)
13 țări se reunesc la cea mai spectaculoasă ediție a Festivalului Inimilor la Timișoara.
1500 artiști din Bulgaria, Chile, Columbia, Costa Rica, Republica Moldova, Serbia (două ansambluri din etnoregiuni diferite), Slovacia, Turcia, Ucraina, Ungaria și, bineînțeles, din România. La această a XXVII-a este invitat, în premieră, și un ansamblu  din Sri Lanka, însă prezența acestuia în România este condiționată de obținerea vizelor de către artiști.
Festivalul este unul dintre cele mai mari evenimente folclorice din Europa de Est. La fiecare ediție, festivalul a atras peste 20.000 de spectatori. Manifestarea aduce, an de an, în Parcul Rozelor, formații și ansambluri folclorice din Europa, America de Nord și Asia pentru a-și prezenta o mică parte din bogăția folclorulul lor.

### Ediția XXVIII (2017)[18]
La începutul lunii iulie, Teatrul de Vară din parcul timișorean al Rozelor găzduia o nouă ediție a sărbătorii internaționale a folclorului. Desfășurat sub semnul prieteniei și al păcii, Festivalul Inimilor, prezentat și în acest an de Iuliana Tudor, a întrunit artiști de pe întreg mapamondul, spectatorii fiind invitați să descopere, prin dans, muzică și porturi tradiționale, o mică parte a Patrimoniului Cultural Internațional.
Pe scena evenimentului, în cele 5 zile, peste 1500 de artiști din 12 țări, reprezentați de peste 30 ansambluri, formații și grupuri folclorice din Argentina, Bulgaria, Columbia, Georgia, Portugalia, Republica Belarus, Spania, Puerto Rico, Polonia, Serbia, Turcia și România.

### Ediția XXIX (2018)[18][20][21]
4-8 iulie 2018
La această ediție a Festivalului Internațional de Folclor „Festivalul Inimilor”  consemnăm participarea extraordinară a unor artiști reprezentând țări precum: Bulgaria, Georgia, Italia, Mexic, Serbia, Slovacia, Spania, Turcia, Ucraina și Ungaria.
România va fi prezentă pe scena din Parcul Rozelor, prin intermediul unor prestigiose colective artistice: Ansamblul Artistic Profesionist „Maria Tănase” – Craiova, Ansamblul Artistic Profesionist „Mureșul”- Tg. Mureș, Ansamblul Artistic Profesionist „Baladele Deltei” – Tulcea, Ansamblul Profesionist „Banatul” – Timișoara, Ansamblul folcloric „Timișul” – Timișoara, Ansamblul folcloric „Doina Timișului” – Timișoara, Ansamblul folcloric „Bihorul” – Oradea, Ansamblul folcloric „Zarandul” – Arad, Ansamblul folcloric „Semenicul” – Reșița, Ansamblul folcloric „Cununa de pe Someș” – Bistrița, Ansamblul folcloric „Bârzava” – Reșița, Ansamblul folcloric „Zestrea Gugulanilor” – Caransebeș.

### Ediția XXX (2019)[26][27]
3-7 iulie 2019 Festivalul aduce în fața publicului o mulțime de ansambluri care vor pune în scenă dansuri, cântece și tradiții din folclorul românesc și internațional
Țări participante: Ungaria, Bulgaria, Serbia, Republica Moldova, Turcia, Spania, Elveția, Columbia, India, Indonezia sau Georgia

FESTIVALUL INIMILOR, ediția a XXX-a,  3 – 7 iulie 2019
Miercuri,  3 iulie 2019, ora 19:30   – Parcul Rozelor
Spectacol susținut de:
Ansamblul „Cununița” –  Arad
“Krida Budaya” –  Indonezia
Ansamblul „Bihorul” – Oradea
Ansamblul Profesionist “Banatul” – Timișoara
Grupo Folklorico Alto Aragon –   Spania
Ansamblul Folcloric Profesionist „Cindrelul-Junii Sibiului” –   Sibiu
Ansamblul Artistic Profesionist „Doina Gorjului” –  Târgu-Jiu
Joi, 4 iulie 2019
ora 18,30 – Catedrala Ortodoxă Mitropolitană
Parada portului popular, defilare pe traseul: Catedrală – Operă – Catedrală – Parcul Rozelor
ora 19,30 – Parcul Rozelor
Cuvântul de salut al oficialităților
Spectacol susținut de:
Ansamblurile de călușari “Murgulețul” din  Potcoava și „Junii Călușari” din Sârbii Măgura, jud.Olt
Ansamblurile germane „Warjascher Spatzen”-  Variaș și „Hatzfelder Pipatsche” –  Jimbolia, jud. Timiș  
Ansamblul „Cununa Timișului”- Ghiroda, jud. Timiș
“Les Zachéos” – Elveția
Ansamblul „Semenicul” – Reșița
AKUD Mladost – Timișoara
Ansamblul Folcloric Național „Transilvania” –  Baia Mare
Professional Ensemble “Pazardzhik” –  Bulgaria
Ansamblul Artistic Profesionist “Mureșul” –  Tg.Mureș
Compañía Artistica Manglares – Columbia
TSU – Flying Georgians – Georgia
Vineri, 5 iulie 2019, ora 19,30  –  Parcul Rozelor
Spectacol susținut de:
Ansamblul „Timișul”- tineret – Timișoara
Ansamblul “ Lugojana”  – Lugoj
Panghat Performing Arts Group –  India
Ansamblul „Doina Timișului” – Timișoara
Orchestra “Barbu Lăutaru” – Republica Moldova
Ansamblul  “Marțișorul” – Cluj Napoca
Izmir Hancı Folklor ve Müzik Gençlik Kulübü ( AegeanFolk ) –  Turcia
Ansamblul “Branko Radičević” –  Serbia
Ansamblul Timișul – Timișoara
Sâmbătă, 6 iulie 2019, ora 19,30  –  Parcul Rozelor
Spectacol susținut de:
Ansamblurile reunite maghiare: Szeged  Tancegyttes – Ungaria,  “Eszterlanc” – Timișoara, „Csűrdöngölő” și „Szederinda” din Tormac, jud.Timiș
“Les Zachéos” – Elveția
Panghat Performing Arts Group –  India
Grupo Folklorico Alto Aragon –  Spania 
“Krida Budaya” –  Indonezia
Izmir Hancı Folklor ve Müzik Gençlik Kulübü ( AegeanFolk ) –  Turcia
Professional Ensemble”Pazardzhik” –  Bulgaria
Orchestra “Barbu Lăutaru” – Republica Moldova
TSU – Flying Georgians – Georgia
Compañía Artistica Manglares – Columbia
“Branko Radičević” –  Serbia
Duminică, 7 iulie 2019
ora 11,30 – Muzeul Satului Bănățean – Spectacol susținut de formațiile participante la festival
ora 19,30 – Parcul Rozelor
Spectacol susținut de:
„Iorgovanul” –  Șimand, jud.Arad
Panghat Performing Arts Group –  India
“Les Zachéos” – Elveția, “Krida Budaya” –  Indonezia
Grupo Folklorico Alto Aragon –  Spania
Grup participanți la seminarul de folclor
Izmir Hancı Folklor ve Müzik Gençlik Kulübü ( AegeanFolk ) –  Turcia
“Pazardzhik” –  Bulgaria
Orchestra “Barbu Lăutaru” – Republica Moldova
“Branko Radičević” –  Serbia
Compañía Artistica Manglares – Columbia
TSU – Flying Georgians – Georgia
„Timișul” – Timișoara
Director Festival : Pavel Dehelean, director artistic : Toma Frențescu. Prezintă : Felicia Stoian  TVR – Timișoara.

### Ediția XXXI (2022)
6 - 10 iulie 2022 
Țări participante: Bulgaria, Croația, Georgia, Grecia, Italia, Mexic, Peru, Polonia, Serbia, Turcia și România.
Turcia - a lipsti 

##### Program 2022
6 iulie-2 august, Casa de Cultură a Municipiului Timișoara: Les Danses du Monde/Dansurile lumii, expoziție foto François Guénet
1-31 iulie, Podul Michelangelo: Inimile Timișoarei, expoziție foto Claudia Tănăsescu
Miercuri, 6 iulie, de la ora 19:30, prezintă: Felicia Stoian și Florin Mihoc
- Ansamblul „Ghiocelul”, Giroc
- Ansamblul Profesionist „Banatul”, Timișoara
- Ansamblul Profesionist „Cindrelul-Junii Sibiului”, Sibiu
- Ansamblul „Timișul”, Timișoara

Joi, 7 iulie, prezintă: Roxana Morun și Florin Mihoc
- 18.30 Parada portului popular pe traseul Piața Libertății – Operă – Catedrală – Parcul Rozelor
- 19.30 Ceremonia de deschidere a festivalului

Spectacol susținut de:
- Ansamblul „Timișul”, Timișoara
- Ansamblul „Armenișana”, Armeniș
- Ansamblul „Cununa Timișului”, Ghiroda
- Ansamblurile reunite de dansuri șvăbești „Hatzfelder Pipatsche/Jimbolia, Billeder Heiderose/Biled, Groβ Jetscha/Iecea Mare, Banater Musikanten, Timișoara”
- Ansamblul „Aranira”, Italia
- Ansamblul „Hasad”, Turcia
- Ansamblul „Ivan Goran Kovačić”, Croația
- Ansamblul „Bihorul”, Oradea
- Ansamblul „Vila”, Serbia
- Ansamblul „Siemianowice”, Polonia
- Ansamblul „Zekartan”, Georgia
- Ansamblul Profesionist „Maria Tănase”, Craiova

Vineri, 8 iulie, ora 19:30, prezintă: Doriana Talpeș și Florin Mihoc
- Ansamblul „Lugojana”, Lugoj
- Ansamblul „Sveti Sava”, Sânnicolau Mare
- Ansamblul „Zestrea Gugulanilor”, Caransebeș
- Ansamblul Group of Kastoria „Myisis”, Grecia
- Ansamblul „Mladost”, Timișoara
- Ansamblul „Doina Timișului”, Timișoara
- Ansamblul Profesionist „Trakia”, Bulgaria
- Ansamblul „Vila”, Serbia
- Ansamblul „Hasad”, Turcia
- Ansamblul „Siemianowice”, Polonia
- Ansamblul „Grupo Folklorico Alianza”, Mexic
- Ansamblul „Ivan Goran Kovačić”, Croația
- Ansamblul „Perύ ritmos y costumbres ”, Peru
- Ansamblul Profesionist „Mureșul”, Târgu Mureș

Sâmbătă, 9 iulie, ora 19:30, prezintă: Daniela Băcilă și Florin Mihoc
- Ansamblul Group of Kastoria „Myisis”, Grecia
- Ansamblul „Eszterlanc”, Timișoara
- Ansamblul „Siemianowice”, Polonia
- Ansamblul Profesionist „Trakia”, Bulgaria
- Ansamblul „Grupo Folklorico Alianza”, Mexic
- Ansamblul „Aranira”, Italia
- Ansamblul „Hasad”, Turcia
- Ansamblul „Ivan Goran Kovačić”, Croația
- Ansamblul „Zekartan”, Georgia
- Ansamblul „Perύ ritmos y costumbres”, Peru
- Ansamblul Profesionist „Kolo”, Serbia

Duminică, 10 iulie, ora 19,30, prezintă: Tania Stavilă Țunaș și Florin Mihoc
- Ansamblurile reunite de dansuri șvăbești „Hatzfelder Pipatsche/Jimbolia, Billeder Heiderose/Biled, Groβ Jetscha/Iecea Mare, Banater Musikanten/Timișoara”
- Ansamblul „Pusta Banatului”
- Ansamblul „Aranira”, Italia
- Școala de dans „Marius și Maria Ursu”, Timișoara
- Ansamblul „Bokreta”, Timișoara
- Ansamblul Group of Kastoria „Myisis”, Grecia
- Ansamblul „Hasad”, Turcia
- Ansamblul „Vila”, Serbia
- Ansamblul „Perύ ritmos y costumbres ”, Peru
- Ansamblul „Siemianowice”, Polonia
- Ansamblul Profesionist „Trakia”, Bulgaria
- Ansamblul „Zekartan”, Georgia
- Ansamblul „Grupo Folklorico Alianza”, Mexic

## Localitățile de desfășurare din România
- Timișoara - Parcul Rozelor
- Timișoara - Muzeul Satului Bănățean

## Finanțatori
- Casa de Cultură a Municipiului Timișoara
- Primăria Municipiului Timișoara

## Comitetul Director[1]
- Președintele Festivalului Pavel Dehelean
- Director Artistic Toma Frențescu
- Președinte de Onoare Ștefan Popa-Popas
- Director Tehnic Adrian Frențescu

## Comitetul Fondator 1990[1]
- Președintele Festivalului Pavel Dehelean
- Director Artistic Toma Frențescu
- Președinte de Onoare Ștefan Popa-Popas
- Fostul Președinte CIOFF Henri Coursaget⁠(d)